# سیارک ۲۵۵۴۳
سیارک ۲۵۵۴۳ (به انگلیسی: 25543 Fruen، نامگذاری:1999XR160) بیست و پنج هزار و پانصد و چهل و سومین سیارک کشف شده‌است که در ۸ دسامبر ۱۹۹۹ کشف شد.
قدر مطلق سیارک برابر ۱۸.۶ است.